# Brian Wilson Presents Smile
| 전문가 평가          | 전문가 평가 |
| 총 점수              | 총 점수     |
| 출처                 | 점수        |
| -------------------- | ----------- |
| 메타크리틱           | 97/100      |
| 평가 점수            |             |
| 출처                 | 점수        |
| AllMusic             | [ 7 ]       |
| Entertainment Weekly | A           |
| The Guardian         | [ 9 ]       |
| NME                  | 9/10        |
| The Observer         | [ 11 ]      |
| Pitchfork            | 9.0/10      |
| Q                    | [ 13 ]      |
| Rolling Stone        | [ 14 ]      |
| Uncut                | [ 15 ]      |
| The Village Voice    | A+          |

《Brian Wilson Presents Smile》(《Smile》 또는 약칭 《BWPS》라고도 함)은 2004년 9월 28일, 논서치 레코드에서 발매된 미국의 음악가 브라이언 윌슨의 다섯 번째 스튜디오 음반이다. 1967년 그가 버린 비치 보이스의 미완성 음반인 《Smile》을 위해 그가 만든 완전히 새로운 음악을 수록했다. 윌슨은 원래 프로젝트를 둘러싼 상황으로 인해 깊은 충격을 받았기 때문에, 《Smile》의 재작업은 매우 감정적인 일이었다.
윌슨은 처음에 2000년~2002년 《Pet Sounds》 투어의 후속 공연으로 라이브 콘서트 형식으로 《Smile》 재작업하기로 합의했다. 2003년 10월부터 11월까지 그는 키보디스트 다리안 사하나자, 오리지널 작사가 반 다이크 파크스와 함께 《BWPS》의 3악장 구조를 조립하면서 새로 쓴 가사와 멜로디로 소재를 장식했다. 윌슨과 그의 밴드는 2004년 2월 20일 런던의 로열 페스티벌 홀에서 이 곡을 초연했다. 그리고 나서 그는 긍정적인 반응에 자극받아 스튜디오에서 녹음한 솔로 음반으로 공연을 각색했다. 다른 비치 보이스는 《BWPS》나 제작사인 《Beautiful Dreamer: Brian Wilson and the Story of Smile》를 다룬 다큐멘터리에 관여하지 않았다.
《BWPS》는 비평가들로부터 전 세계적으로 호평을 받았고 미국에서는 13위, 영국에서는 7위로 정점을 찍었다. 이 작품으로 윌슨은 첫 그래미 어워드를 수상했으며, 〈Mrs. O'Leary's Cow〉로 최우수 록 인스트루멘탈 퍼포먼스 부문에서 수상했다. 2011년, 이 음반의 시퀀스는 오리지널 비치 보이스 레코딩 전용 컴필레이션인 《The Smile Sessions》의 청사진 역할을 했다. 2020년, 《BWPS》는 《롤링 스톤》이 선정한 "역사상 가장 위대한 음반 500장"에서 399위에 올랐다. 미국 음반 산업 협회에 의해 플래티넘 인증을 받아 100만 장 이상 판매되었다.

## 배경
1967년, 프로젝트를 둘러싼 수많은 어려움 때문에 브라이언 윌슨은 그의 밴드 비치 보이스, 작사가 반 다이크 파크스, 그리고 수많은 세션 뮤지션들과 함께 녹음했던 미완성 음반인 《Smile》을 포기했다. 이 밴드는 발매를 축소판인 《Smiley Smile》로 대체했고, 이후 오리지널 《Smile》 레코딩을 중심으로 전설이 커졌다. 1980년대에 녹음 세션의 미공개 자료들이 밀레그에 널리 퍼지기 시작했고, 이것은 많은 팬들이 완성된 음반의 가상의 버전을 편집하도록 영감을 주었다. 이 팬들 중에는 로스앤젤레스에 기반을 둔 음악가 다리안 사하나자, 프로빈 그레고리 그리고 닉 월러스코가 있었는데, 이들은 모두 후에 원더민츠라는 밴드를 결성했다.
1995년, 윌슨은 파크스와 공동 음반인 《Orange Crate Art》를 위해 다시 연습했는데, 이것은 향후 《Smile》의 발매에 대한 추측을 불러일으켰다. 그 대신 윌슨은 곧 있을 음악가 앤디 페일리와의 협업을 완성하는 데 더 관심이 있다고 밝혔다. 그 해 페일리는 윌슨을 로스앤젤레스의 모건-윅슨 극장에서 열리는 콘서트에 초대했는데, 이 쇼에서는 원더민츠 부부가 〈Surf's Up〉을 공연하는 것이 특징이었다. 콘서트가 끝난 후 윌슨은 페일리에게 말했다. "만약 제가 67년도에 이 사람들을 만났다면, 저는 《Smile》과 함께 여행을 갔을 것입니다."
1998년 말, 원더민츠는 윌슨의 아내 멜린다 레드베터로부터 기타리스트 제프리 포스켓, 멀티 인스트루멘털리스트 스콧 베넷, 리드 연주자 폴 머텐스, 베이시스트 밥 리식, 그리고 백보컬리스트 테일러 밀스를 포함한 그룹에 합류하겠다는 제안을 받아들였다. 그들의 첫 번째 투어는 성공적이었고, 2000년부터 2002년까지 윌슨은 또 다른 투어에 이어 이번에는 《Pet Sounds》 음반 전체를 연주했다.

## 소급 평가 및 유산

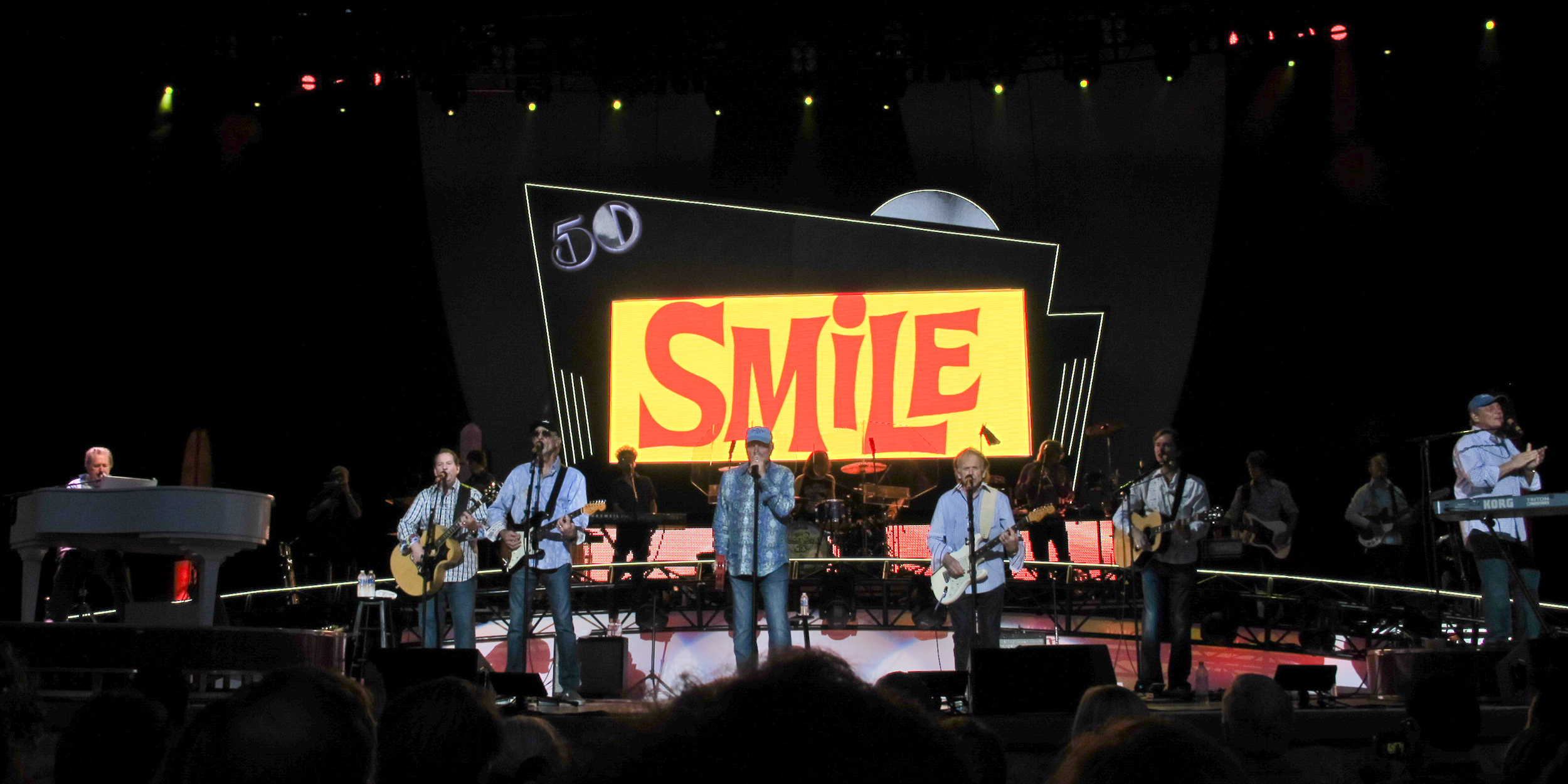
윌슨과 그의 밴드 멤버들은 2012년 재결합 투어에서 비치 보이스와 함께 〈Heroes and Villains〉을 공연했다.

비록 비평가들은 윌슨의 2004년 버전이 《Smile》 음반이 완성되었다고 널리 언급했지만, 많은 팬들은 그 생각에 이의를 제기했다. 밀수꾼들은 비치 보이스 음반의 그들만의 버전을 계속해서 편집했다. 2011년, 《The Smile Sessions》는 《BWPS》를 청사진으로 사용하여 밴드의 완성된 음반이 어떻게 들렸을지에 대한 대략적인 개략을 포함한 발매되었다. 마크 라이넷은 윌슨과 함께 그 컴필레이션을 공동 제작했다. 사하나자에 따르면 윌슨은 《BWPS》에 기반을 둔 음반의 순서를 위해 "열심히 로비했다"고 한다. 2015년 인터뷰에서 윌슨은 궁극적으로 자신의 솔로 버전을 선호한다고 말했다.
2009년, 《BWPS》는 《롤링 스톤》에 의해 지난 10년간 최고의 88번째 음반으로 선정되었다. 2010년에는 《죽기 전에 꼭 들어야 할 앨범 1001》에 수록되었다. 2020년에는 《롤링 스톤》이 선정한 "역사상 가장 위대한 음반 500장"에서 399위에 올랐다. 편집자들은 "눈을 감으면 1968년에 세상이 어떻게 바뀌었을지 상상할 수 있지만, 2004년에도 윌슨의 영향이 인디 밴드 전체에 여전히 남아있기 때문에, 그것은 장엄하게 현대적으로 들리고 느껴진다"라고 썼다. 2022년에는 《언컷》이 선정한 1997년 이후 가장 위대한 음반 목록 102위에 올랐다.

## 곡 목록
모든 곡들은 특별한 언급이 없는 한 브라이언 윌슨과 반 다이크 파크스에 의해 작사/작곡하였다.
| #  | 제목                                       | 작사·작곡                          | 재생 시간 |
| -- | ------------------------------------------ | ---------------------------------- | --------- |
| 1. | 〈Our Prayer/Gee〉                         | 윌슨, 윌리엄 데이비스, 모리스 레비 | 2:09      |
| 2. | 〈Heroes and Villains〉                    |                                    | 4:53      |
| 3. | 〈Roll Plymouth Rock〉                     |                                    | 3:48      |
| 4. | 〈Barnyard〉                               |                                    | 0:58      |
| 5. | 〈Old Master Painter/You Are My Sunshine〉 |                                    | 1:04      |
| 6. | 〈Cabin Essence〉                          |                                    | 3:27      |

| #   | 제목                           | 재생 시간 |
| --- | ------------------------------ | --------- |
| 7.  | 〈Wonderful〉                  | 2:07      |
| 8.  | 〈Song for Children〉          | 2:16      |
| 9.  | 〈Child Is Father of the Man〉 | 2:18      |
| 10. | 〈Surf's Up〉                  | 4:07      |

| #   | 제목                                              | 작사·작곡                                | 재생 시간 |
| --- | ------------------------------------------------- | ---------------------------------------- | --------- |
| 11. | 〈I'm in Great Shape/I Wanna Be Around/Workshop〉 | 윌슨, 파크스, 조니 머서, 새디 비머슈테트 | 1:56      |
| 12. | 〈Vega-Tables〉                                   |                                          | 2:19      |
| 13. | 〈On a Holiday〉                                  |                                          | 2:36      |
| 14. | 〈Wind Chimes〉                                   |                                          | 2:54      |
| 15. | 〈Mrs. O'Leary's Cow〉                            | 윌슨                                     | 2:27      |
| 16. | 〈In Blue Hawaii〉                                |                                          | 3:00      |
| 17. | 〈Good Vibrations〉                               | 윌슨, 마이크 러브                        | 4:36      |

## 인증
| 국가                       | 인증 | 판매량/출하량 |
| -------------------------- | ---- | ------------- |
| 오스트레일리아 (ARIA)      | 골드 | 7,500^        |
| ^출하량을 기반으로 한 인증 |      |               |